# Empalme Piedra Echada
Empalme Piedra Echada es una estación ferroviaria ubicada en el empalme del mismo nombre, Partido de Puan, Provincia de Buenos Aires, Argentina.

## Servicios
Inaugurada en 1907, Piedra Echada cuenta con un típico edificio de estación de pasajeros, con andén y todo, que sin embargo nunca funcionó como tal, apenas como apeadero. Es una estación del ramal perteneciente al Ferrocarril General Roca, desde la Estación Villa Iris hasta este empalme. No presta servicios de pasajeros, en la actualidad, corren trenes de carga de la empresa FEPSA.